# Championnats du monde de ski de vitesse 1999
Navigation
Idre Fjäll 1995 Breuil-Cervinia 2001
Les Championnats du monde de ski de vitesse 1999 se sont déroulés du 16 avril au 18 avril 1999 à Idre Fjäll (Suède) sous l'égide de la fédération internationale de ski (FIS).

## Piste
| Nom                | Chocken |
| Altitude de départ | 872 m   |
| Altitude d’arrivée | 711 m   |
| Dénivellation      | 161 m   |
| Longueur totale    | 680 m   |
| Longueur utile     | 400 m   |
| Pente maximum      | 00100 % |
| Pente moyenne      | 00      |

## Podiums

### Hommes
| Épreuves | Or                 | Argent        | Bronze         |
| -------- | ------------------ | ------------- | -------------- |
| S1       | Philippe Goitschel | Jokipii Jyrki | Johan Rousseau |

### Femmes
| Épreuves | Or               | Argent       | Bronze       |
| -------- | ---------------- | ------------ | ------------ |
| S1       | Karine Dubouchet | Carolyn Curl | Tracie Sachs |

## Résultats détaillés

### Hommes S1
| \| Rang \| Skieur \| Vitesse \| \| ------------------ \| ------------------ \| ----------- \| \| Médaille d'or \| Philippe Goitschel \| 166.13 km/h \| \| Médaille d'argent \| Jokipii Jyrki \| 165.14 km/h \| \| Médaille de bronze \| Johan Rousseau \| 164.76 km/h \| \| 4 \| Jeffrey Hamilton \| 164.01 km/h \| \| 5 \| Tima Karhunen \| 163.71 km/h \| \| 6 \| Marc Poncin \| 165.54 km/h \| \| 7 \| Niko Isoniemi \| 163.56 km/h \| \| 8 \| Skyer Morten \| 162.90 km/h \| \| 9 \| Roger Wickman \| 162.90 km/h \| \| 10 \| Tor Schultze \| 162.31 km/h \| |                    |             |
| Rang | Skieur             | Vitesse     |
| Médaille d'or | Philippe Goitschel | 166.13 km/h |
| Médaille d'argent | Jokipii Jyrki      | 165.14 km/h |
| Médaille de bronze | Johan Rousseau     | 164.76 km/h |
| 4 | Jeffrey Hamilton   | 164.01 km/h |
| 5 | Tima Karhunen      | 163.71 km/h |
| 6 | Marc Poncin        | 165.54 km/h |
| 7 | Niko Isoniemi      | 163.56 km/h |
| 8 | Skyer Morten       | 162.90 km/h |
| 9 | Roger Wickman      | 162.90 km/h |
| 10 | Tor Schultze       | 162.31 km/h |

### Femmes S1
| \| Rang \| Skieuse \| Vitesse \| \| ------------------ \| ---------------- \| ----------- \| \| Médaille d'or \| Karine Dubouchet \| 161.65 km/h \| \| Médaille d'argent \| Carolyn Curl \| 161.43 km/h \| \| Médaille de bronze \| Tracie Sachs \| 158.03 km/h \| |                  |             |
| Rang | Skieuse          | Vitesse     |
| Médaille d'or | Karine Dubouchet | 161.65 km/h |
| Médaille d'argent | Carolyn Curl     | 161.43 km/h |
| Médaille de bronze | Tracie Sachs     | 158.03 km/h |